# Gewehr-Prüfungskommission
Die Gewehr-Prüfungskommission wurde 1877 als Militärbehörde in Preußen mit Sitz in Spandau-Ruhleben aufgebaut. Sie war bis 1883 der Infanterie-Schießschule Wünsdorf zugeordnet und wurde dann direkt dem Preußischen Kriegsministerium unterstellt.

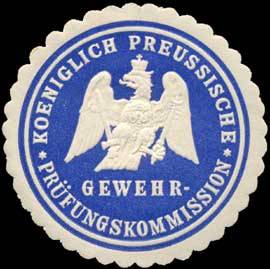
Siegelmarke der Kommission

## Organisation
Bis zum Ausbruch des Ersten Weltkriegs 1914 bestand die Gewehr-Prüfungskommission neben Verwaltung, Kasse und Versuchskompanie aus einer Handwaffen- und Munitions-Abteilung. Nach Kriegsbeginn wurde die Kommission aufgelöst. Aber nach kurzer Zeit wurde klar, dass die Entwicklung von Ausrüstung und Waffen nicht stehenbleiben durfte. 1915 wurde sie deshalb wieder aufgestellt und im weiteren Kriegsverlauf um eine M.G.-Abteilung erweitert. Zum Einsatz kamen dort nun Offiziere, die nicht mehr felddiensttauglich waren.
Die Soldaten der Versuchskompanie wurden von den einzelnen Armeekorps zu der Versuchskompanie für die Dauer eines Jahres abkommandiert. Sie alle waren ausgebildete Handwerker wie Schuster, Schneider, Büchsenmacher oder Klempner. 
Bei den Offizieren blieb das zahlenmäßige Verhältnis der Hauptkontingente der Alten Armee gewahrt, so waren im Jahre 1902 zweiundzwanzig Offiziere aus Preußen, zwei aus Bayern, zwei aus Württemberg und einer aus Sachsen. Auch sie waren für eine bestimmte Zeit, mindestens ein Jahr und maximal fünf Jahre zur Gewehr-Prüfungskommission abkommandiert. Eine erneute Abkommandierung war üblich nach einiger Zeit bei der Truppe, so dass eine gewisse Kontinuität der Arbeit bei der Kommission gewährleistet war.

## Aufgaben
Die Kommission veranlasste Truppenversuche, formulierte dazu Testbedingungen und vorläufige Bedienungsanleitungen und wertete die Ergebnisse aus. Die Berichte an das Kriegsministerium führten dann zur Entscheidung über die Einführung einer neuen Waffe oder eines neuen Gerätes. Die Tätigkeit beschränkte sich aber nicht auf das Testen neuer Waffen und Geräte, sie stellte auch Forderungskataloge gegenüber der Industrie auf und war selbst konstruktiv tätig. Das von ihr entwickelte Gewehr 88, auch „Kommissionsgewehr“ genannt, wurde millionenfach in den deutschen Gewehrfabriken hergestellt, erfüllte jedoch nicht die Erwartungen. 

## Auflösung
Nach 1918 wurde die Kommission endgültig aufgelöst und die Aufgaben 1919 von der „Inspektion für Waffen und Gerät des Reichswehrministeriums“ unter der Leitung des späteren Generals der Artillerie Karl Becker übernommen. Er war zuvor bereits seit Juli 1916 Referent der Artillerie-Prüfungskommission gewesen. 
Mitte der zwanziger Jahre wurde die „Inspektion für Waffen und Gerät“ zum Heereswaffenamt (HWA).
Eine vergleichbare Behörde in der heutigen Zeit ist das Bundesamt für Ausrüstung, Informationstechnik und Nutzung der Bundeswehr in Koblenz.